# Salvatore Gionta
Salvatore Gionta (Formia, 22 dicembre 1930 – Roma, 28 luglio 2025) è stato un pallanuotista italiano, vincitore di una medaglia di bronzo a Helsinki 1952 e di una d'oro a Roma 1960 come capitano della nazionale.

## Biografia
Per quasi tutta la carriera sportiva fu legato alla Lazio (con cui nel 1956 conquistò lo scudetto), ad eccezione della stagione 1949, in cui giocò con la Libertas Roma in Serie B e del 1957, quando passò allo Sturla. Con la nazionale collezionò 62 presenze e conquistò anche un bronzo agli Europei del 1954. È stato dirigente sportivo del CONI.